# آدام بیچن
آدام بیچن یک نویسنده آمریکایی است که در مجموعه کمیک بوک‌های دی سی و مجموعه انمیشن‌های تلویزیونی نویسندگی می‌کند.